# Tom Sneva

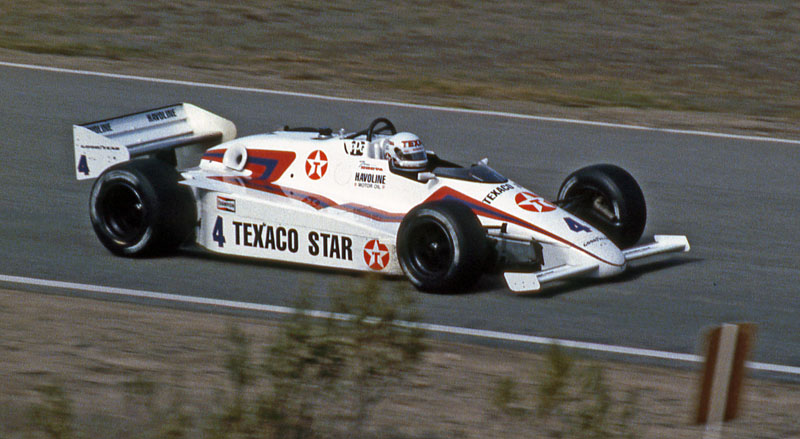
Op Laguna Seca in 1984

Thomas E. Sneva (Spokane (Washington), 1 juni 1948) is een Amerikaans voormalig autocoureur. Hij won de Indianapolis 500 in 1983.

## Carrière
Sneva reed zijn eerste race in de voorloper van het Champ Car kampioenschap dat georganiseerd werd door de United States Automobile Club in 1971. Vanaf 1973 reed hij volledige kalenders van het kampioenschap. In 1975 won hij voor de eerste keer een race, op het circuit van Michigan. In 1977 en 1978 won hij het kampioenschap twee keer op rij. Vanaf 1979 nam hij deel aan het nieuw opgerichte Champ Car kampioenschap. In 1984 werd hij tweede in de eindstand van het kampioenschap na winnaar Mario Andretti. Vanaf 1988 nam hij minder deel aan het kampioenschap en hij reed in 1992 zijn laatste race op Indianapolis.
Sneva won de Indianapolis 500 race in 1983. Hij nam in totaal 18 keer deel aan deze wedstrijd en vertrok drie keer vanaf pole position. Hij haalde dertien keer de eindmeet van de race niet, zeven keer door een crash.
Sneva won in zijn formuleracingcarrière 13 races en stond 37 keer als niet-winnaar op het podium. Zijn kampioenschapsoverwinning van 1978 haalde hij zonder overwinning te halen. Hij werd dat jaar zes keer tweede en vier keer derde in een race. Hij stond in zijn carrière 14 keer op pole position.

## Resultaten
United States Automobile Club resultaten (aantal gereden races, aantal maal in de top 5 van een race, eindpositie kampioenschap en punten)
| Jaar | Races | 1ste | 2de | 3de | 4de | 5de | Rang | Ptn  |
| ---- | ----- | ---- | --- | --- | --- | --- | ---- | ---- |
| 1971 | 1     | -    | -   | -   | -   | -   | -    | -    |
| 1973 | 7     | -    | -   | -   | -   | -   | 32   | 30   |
| 1974 | 13    | -    | -   | -   | -   | 1   | 18   | 550  |
| 1975 | 11    | 1    | 2   | 1   | -   | -   | 6    | 1830 |
| 1976 | 11    | -    | -   | 2   | -   | 1   | 8    | 1570 |
| 1977 | 14    | 2    | 2   | 2   | 1   | 1   | 1    | 3965 |
| 1978 | 18    | -    | 6   | 4   | 1   | 1   | 1    | 4153 |

Champ Car resultaten (aantal gereden races, aantal maal in de top 5 van een race, eindpositie kampioenschap en punten)
| Jaar | Races | 1ste | 2de | 3de | 4de | 5de | Rang | Ptn  |
| ---- | ----- | ---- | --- | --- | --- | --- | ---- | ---- |
| 1979 | 14    | -    | 2   | 2   | -   | 2   | 7    | 1360 |
| 1980 | 12    | 1    | 2   | 1   | 2   | -   | 3    | 2930 |
| 1981 | 9     | 2    | -   | 1   | 1   | -   | 8    | 96   |
| 1982 | 11    | 2    | 1   | -   | 1   | -   | 5    | 144  |
| 1983 | 13    | 2    | -   | 1   | 1   | 2   | 4    | 96   |
| 1984 | 16    | 3    | 2   | 1   | 2   | 1   | 2    | 163  |
| 1985 | 15    | -    | 1   | 1   | -   | 1   | 7    | 66   |
| 1986 | 16    | -    | 2   | -   | 2   | 2   | 10   | 82   |
| 1987 | 10    | -    | -   | 1   | -   | -   | 14   | 37   |
| 1988 | 2     | -    | -   | -   | -   | -   | -    | -    |
| 1989 | 7     | -    | -   | -   | -   | -   | 28   | 3    |
| 1990 | 1     | -    | -   | -   | -   | -   | -    | -    |
| 1992 | 1     | -    | -   | -   | -   | -   | -    | -    |